# کردها در استانبول
جمعیت کردها در استانبول به مقدارهای مختلفی بین ۱ تا ۳ میلیون نفر تخمین زده می‌شود. از سال ۱۹۹۰ مهاجرت اجباری از جنوب شرقی ترکیه، میلیون‌ها کرد را به شهرهایی مانند استانبول، آنکارا و ازمیر آورد. طبق تخمین سال ۱۹۹۷ میلادی جمعیت کردها در استانبول بین ۱ تا ۳ میلیون نفر تخمین زده می‌شود.
همچنین طبق تخمین دیگری جمعیت کردها در استانبول، آنکارا، ازمیر و سایر شهرهای بزرگ (به جز استان‌های کردنشین ترکیه) در حدود ۳۵ درصد کل جمعیت کردهای ترکیه است که چیزی حدود ۵ تا ۷ میلیون می‌باشد.

## محلات با اکثریت کردها
جمعیت کردها در استانبول بین ۱ تا ۳ میلیون نفر تخمین زده می‌شود. از سال ۱۹۹۰، مهاجرت اجباری از جنوب شرقی ترکیه، میلیون‌ها کرد را به شهرهایی مانند استانبول، آنکارا و ازمیر کشاند. طبق برآوردی در سال ۱۹۹۷، جمعیت کردها در استانبول همچنان در همین محدوده ۱ تا ۳ میلیون نفر ارزیابی شده است. بر اساس تخمین دیگری، جمعیت کردها در استانبول، آنکارا، ازمیر و سایر شهرهای بزرگ (به جز استان‌های کردنشین ترکیه)، حدود ۳۵ درصد از کل جمعیت کردهای ترکیه را تشکیل می‌دهد که تقریباً بین ۵ تا ۷ میلیون نفر برآورد می‌شود.
مناطق اصلی محل سکونت کردها در استانبول شامل این مناطق است:
- کارایوللاری
- غازی محله
- تارلاباشی
- اسن‌یورت
- فاتح (در این ناحیه از استانبول، ایرانیان زیادی نیز ساکن هستند)

## تاریخچه
اولین انجمن‌های فرهنگی و سیاسی کرد در استانبول تأسیس شد. در دوران سلطنت عبدالحمید دوم (۱۸۷۶–۱۹۰۹)، کردها در استانبول شروع به تولید ادبیات با محوریت شرایط و مسائل کردها کردند.
در سال ۱۹۱۸، روشنفکران کرد «انجمن ظهور کردها» را در استانبول پایه‌گذاری کردند. در مارس ۱۹۹۵، اعتراضات کردها در استانبول آغاز شد و از آن زمان به بعد درگیری‌هایی میان تظاهرکنندگان کرد و پلیس ترکیه به‌طور مکرر در این شهر رخ داده است. رویدادهای مشابه در سال‌های ۲۰۱۱، ۲۰۱۶ و ۲۰۱۸ نیز مشاهده شد.

## نگرش سیاسی
بر اساس یک نظرسنجی، ۹۰٪ از این گروه با ایده استقلال کردها از ترکیه مخالف بودند. در نظرسنجی دیگری، تنها ۹٪ از کردهای استانبول از حزب HEP حمایت می‌کردند. در ۲۹ ژوئن ۲۰۱۳، ۱۰٬۰۰۰ نفر از معترضان برای همبستگی با کردها در میدان تقسیم گرد هم آمدند. 